# 祁答院町黒木
祁答院町黒木（けどういんちょうくろき）は、鹿児島県薩摩川内市の大字。旧薩摩国南伊佐郡黒木郷黒木村、薩摩郡黒木村大字黒木、薩摩郡祁答院町大字黒木。郵便番号は895-1504。人口は592人、世帯数は276世帯（2020年10月1日現在）。

## 地理
薩摩川内市の東部、南方川の中流域に位置している。字域の北方から西方にかけてはさつま町広瀬、北方から東方にかけてはさつま町中津川、南方には薩摩川内市祁答院町上手、祁答院町下手、東方には霧島市横川町上ノ、姶良市北山がそれぞれ接している。
字域を鹿児島県道396号薩摩祁答院線が南北に通っており、鹿児島県道462号堂山宮之城線が東西に通っている。県道396号と県道462号が重複している付近に薩摩川内市立黒木小学校が所在している。集落は黒木小学校付近に多く所在しており、東方には矢止岳連峰が広がっている。

### 河川
- 南方川

## 歴史

### 黒木の成立と中世
黒木という地名は室町期より見え、薩摩国祁答院のうちであった。応永7年の渋谷重茂避状に「祁答院内中津川名并黒木村事」とあり、黒木村は渋谷祁答院氏の所領であったが、領主祁答院重茂が中津川名（現在のさつま町中津川）と黒木村を同族の入来院重頼に避渡している。
戦国期には島津氏と渋谷氏は激しく抗争し黒木村にも戦火が及んだ。大村城を攻略した帖佐島津氏の軍によって黒木村と中津村を放火され、焼き払われてしまった。その後文禄4年の三州内所替により、北郷時久が宮之城領主となると黒木村は北郷氏の領有となった。慶長5年に北郷氏が都城に復帰した後は島津忠長の所領となった。

### 近世
江戸期は薩摩国南伊佐郡黒木郷（外城）のうちであり、村高は「天保郷帳」では1,345石余、「旧高旧領」では1,722石余であった。

### 町村制施行以降

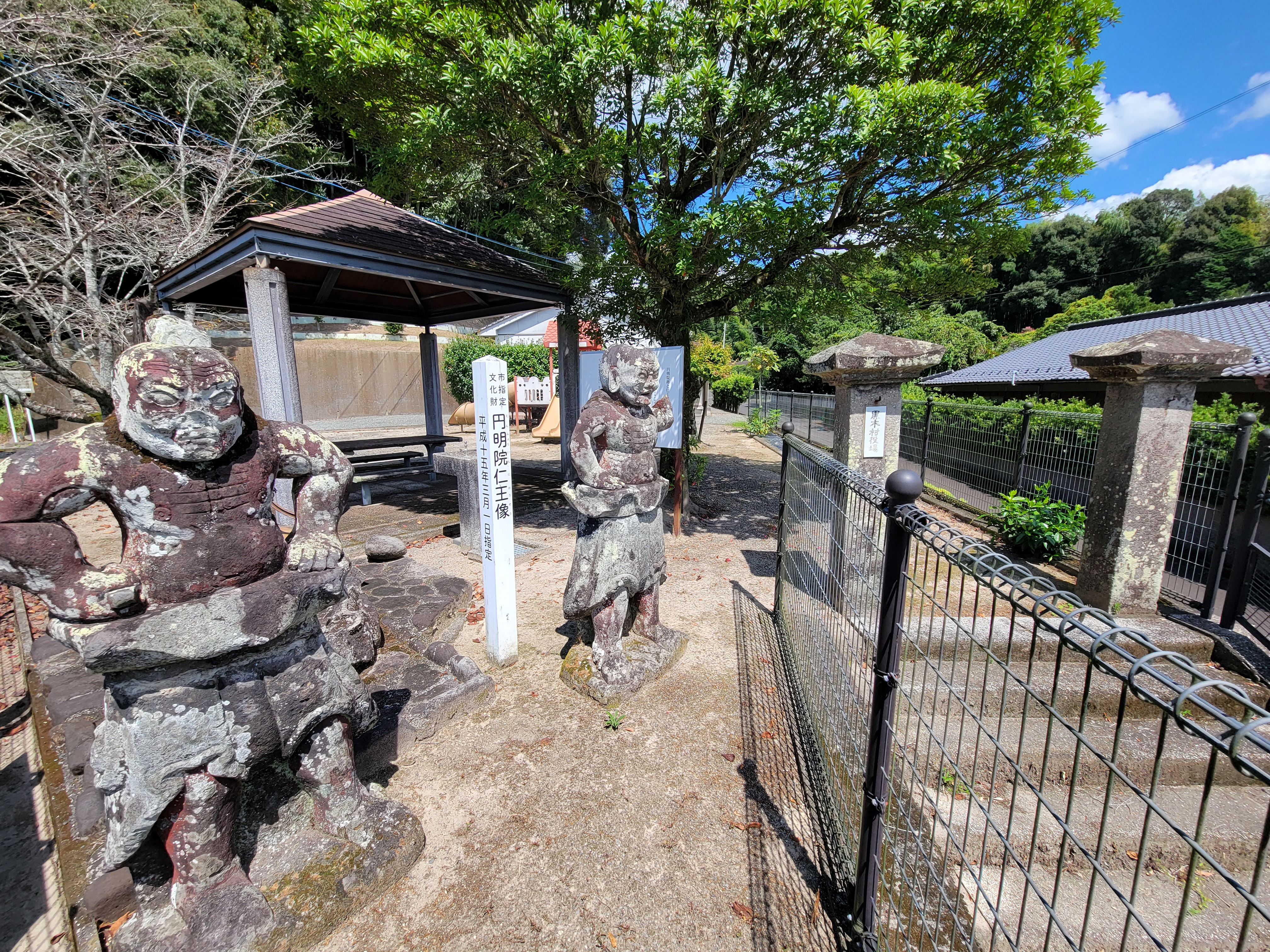
円明院跡と仁王像（黒木村役場跡）

1889年（明治22年）に町村制が施行されたのに伴い江戸期の黒木村の区域が単独で自治体となり、黒木村の唯一の大字「黒木」となった。1955年（昭和30年）には黒木村が大村及び藺牟田村と合併し、祁答院町の大字となった。
2004年（平成16年）に祁答院町が川内市、東郷町、入来町、樋脇町、里村、上甑村、下甑村、鹿島村と共に新設合併し薩摩川内市の大字「祁答院町黒木」となった。

## 人口
以下の表は国勢調査による小地域集計が開始された1995年以降の人口の推移である。
| 年                 | 人口 |
| ------------------ | ---- |
| 1995年（平成7年）  | 958  |
| 2000年（平成12年） | 963  |
| 2005年（平成17年） | 897  |
| 2010年（平成22年） | 781  |
| 2015年（平成27年） | 691  |
| 2020年（令和2年）  | 592  |

## 施設

### 公共

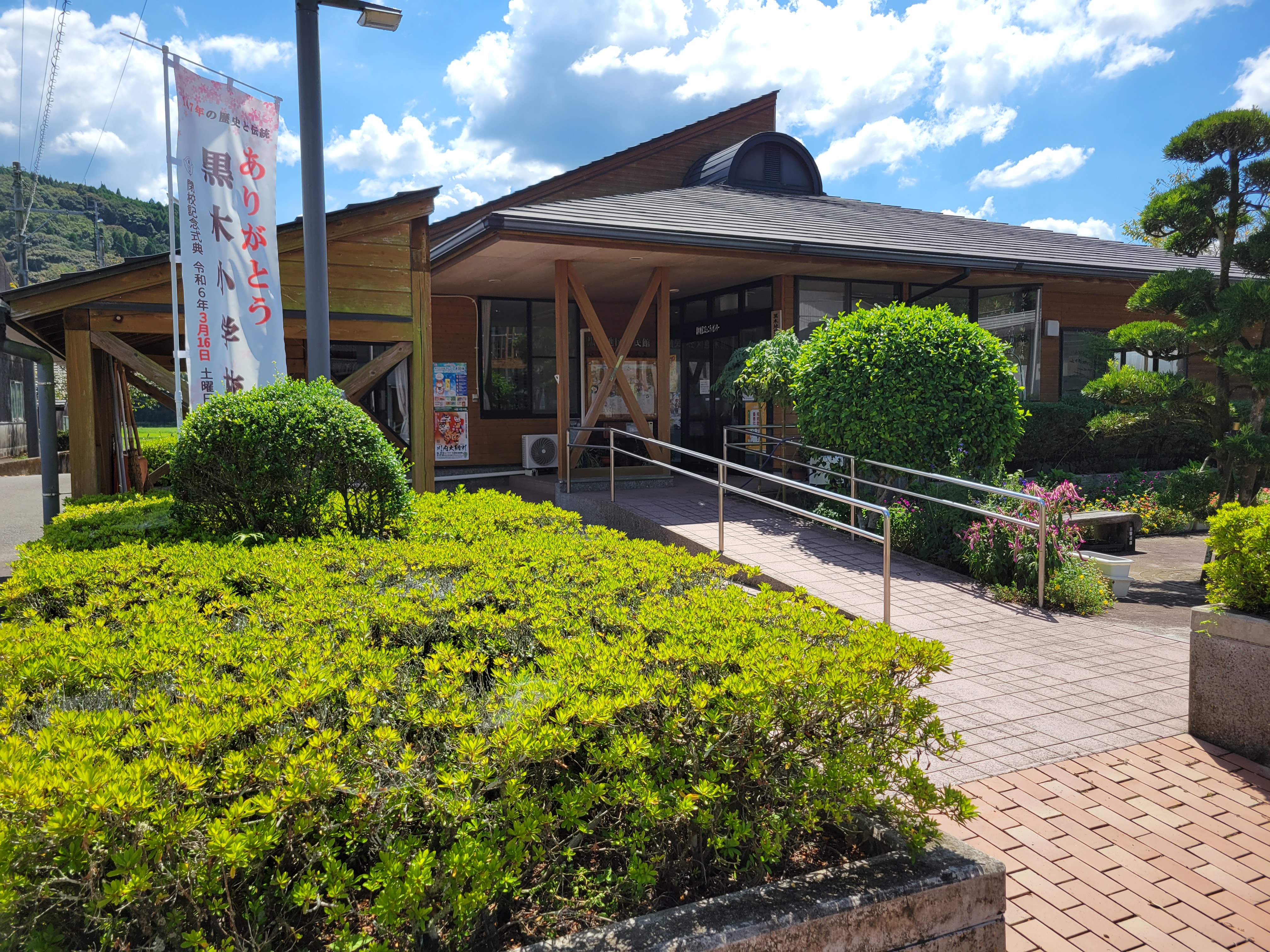
黒木地区コミュニティセンター

- 祁答院矢立農村公園せせらぎの里
- 黒木わいわいクラブ

### 教育

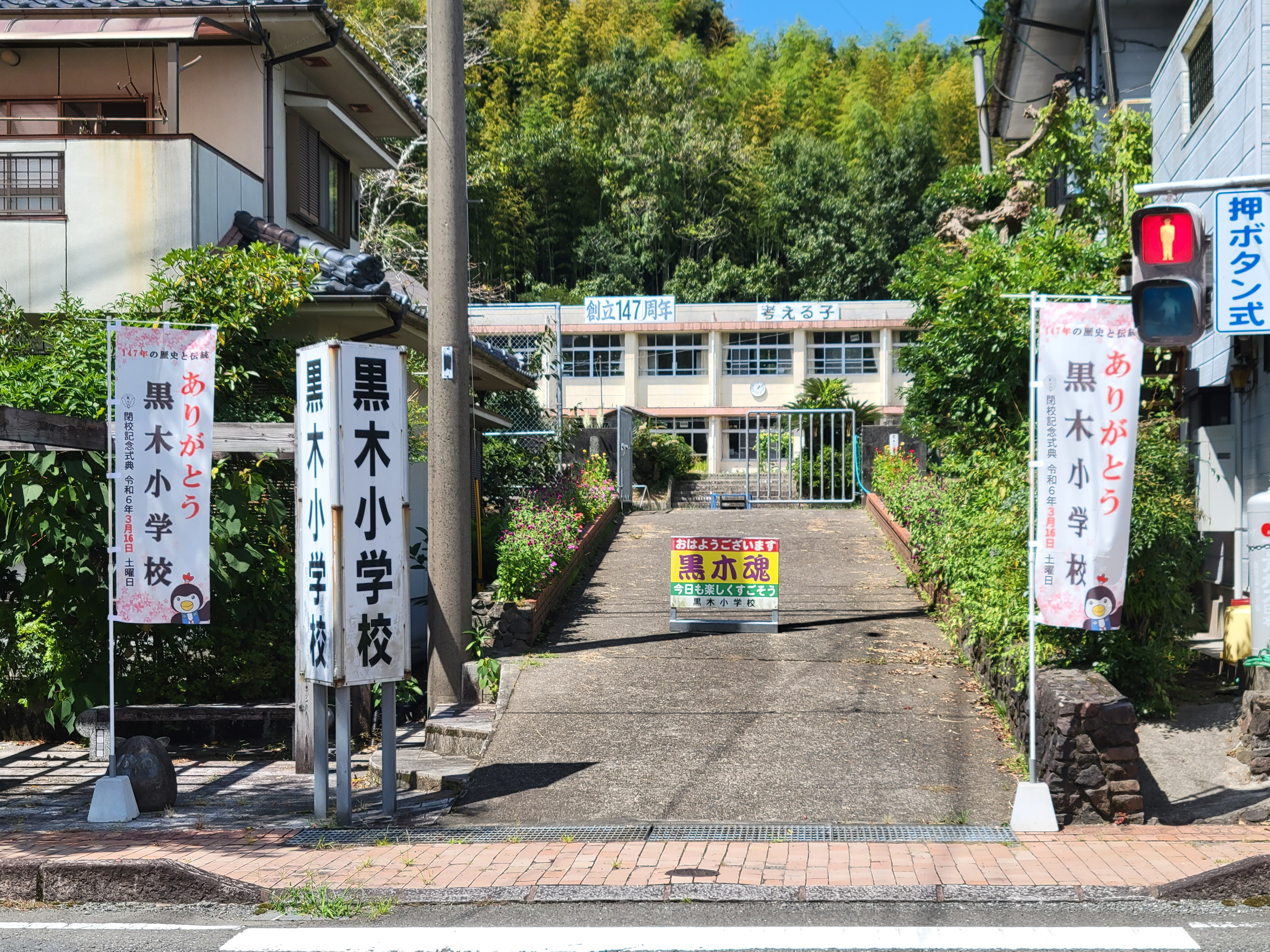
黒木小学校正門（2023年9月）

- 薩摩川内市立黒木小学校

### 郵便局
- 薩摩黒木簡易郵便局

## 小・中学校の学区
市立小・中学校に通う場合、学区（校区）は以下の通りとなる。
| 大字         | 番地 | 小学校                 | 中学校                   |
| ------------ | ---- | ---------------------- | ------------------------ |
| 祁答院町黒木 | 全域 | 薩摩川内市立黒木小学校 | 薩摩川内市立祁答院中学校 |

## 交通

### 道路
一般県道
- 鹿児島県道396号薩摩祁答院線
- 鹿児島県道462号堂山宮之城線